# الجاثي (مجرة قزمة)
مجرة الجاثي القزمة Hercules- أو Her. هي مجرة قزمة بيضاوية (dSph) في كوكبة الجاثي اكتشفت في عام 2006 في البيانات المستمدة من مسح سلون الرقمي.تقع المجرة على مسافة تقدر بحوالي 140 الف فرسخ فلكي من الشمس وتتحرك بعيدا عن الشمس بسرعة حوالي 45 كم/ثانية. مجرة الجاثي القزمة لها شكل ممدود بارز (نسبة المحاور ~ 3: 1) نصف قطره نصف سنة ضوئية حوالي 350 فرسخ فلكي.
هذا الاستطالة قد تكون ناجمة عن قوى المد والجزر التي تعمل من مجرة درب التبانة، وهذا يعني أنها تتمزق بشكل مدّي الآن. كما تظهر بعض التغير في السرعات عبر جسم المجرة والمجرة أيضا تقع ضمن تيار نجمي باهت الذي يشير أيضا نحو تمزقها المدي المستمر.

## خصائص
مجرة الجاثي القزمة واحدة من أصغر وأخفت المجرات التابعة لدرب التبانة ضياؤها الكلي يعادل حوالي 30،000 مرة ضياء الشمس (القدر المطلق يقارب -6.6) وقدرها الظاهري 14.7V وهذا المعان يشبة لمعان عنقود مغلق نموذجي. ومع ذلك فأن كتلتها الإجمالية حوالي 7 مليون كتلة شمسية، مما يعني أن كتلة المجرة إلى نسبة الضوء حوالي 330. نسبة الكتلة العالية إلى الضوء تعني أن المجرة تهيمن عليها مادة مظلمة.

## جمهرة النجوم
تتكون جمهرة نجوم مجرة الجاثي القزمة أساسا من نجوم قديمة تشكلت قبل أكثر من 12 مليار سنة مضت. نسبة العناصر في هذة النجوم القديمة منخفضة للغاية عند [Fe/H] ≈ −2.58 ± 0.51 مما يعني أنها تحتوي على عناصر ثقيلة أقل بحوالي 400 مرة الشمس. ربما كانت نجومها من بين النجوم الأولى التي تشكلت في الكون. وحاليا لا يوجد تشكل لنجوم في مجرة الجاثي القزمة.وفشلت القياسات حتى الآن في الكشف عن خط الهيدروجين في هذة المجرة - الحد الأعلى هو 466 كتلة شمسية.